# Ruby Starr
Ruby Starr, geboren als Constance Henrietta Mierzwiak (Toledo, 30 november 1949 - 14 januari 1995), was een Amerikaanse rockzangeres en -muzikante.

## Biografie
Mierzwiaks ouders waren Richard Joseph 'Dick' Mierzwiak en Henrietta. Haar broer/zus waren Richard Jr. en Suzanne Bonita. Bij haar familie was ze bekend als Connie. Ze begon op 9-jarige leeftijd op te treden met het zingen van countrymuziek als Connie Little. Haar eerdere bands waren The Blu-Beats, The Downtowners en The Blue Grange Ramblers.
In 1969 voegde ze zich bij de band Ruby Jones. In 1971 tekende ze bij Curtom Records en nam ze haar eerste album Ruby Jones op. Kort nadat het album was uitgebracht, was leadzanger Jim 'Dandy' Mangrum van Black Oak Arkansas op een feest in de club The Golden Record na een concert in Evansville, waar Mierzwiak optrad. Hij vroeg haar ter plekke om zich bij zijn band te voegen. Op dat moment nam ze de artiestennaam Ruby Starr aan.
Starr toerde meerdere jaren met Black Oak Arkansas op het hoogtepunt van hun succes. Ze werd uitgelicht in hun top 30-single Jim Dandy uit 1973. In 1974 begon ze weer te toeren als Ruby Starr & Grey Ghost (met Gary Levin, Marius Penczner, David Mayo en Joel Williams) en bracht een gelijknamig album uit in 1975 bij Capitol Records. Haar tweede album Scene Stealer werd uitgebracht in 1976. Tijdens deze periode ging ze verder als openingsact voor Black Oak Arkansas en andere acts als Black Sabbath en Edgar Winter. Starr toerde ook met Blackfoot van 1977 tot 1978. Haar derde en laatste album Smoky Places voor Capitol Records werd uitgebracht in 1977.
Eind jaren 1970 had Starr Milwaukee gekozen als haar thuisstad en was daar een populaire act in de clubs in de regio. Begin jaren 1980 had Starr de nieuwe band Grey Star geformeerd door zich aan te sluiten bij de band Lucy Grey, die optraden in en rondom Mayville, met Dave 'Mud Slide' Gruenewaldt aan de drums. Ze brachten meerdere opnamen uit, waaronder Grey Star (1981) en Telephone Seks (1983). Starr formeerde haar laatste roadband Henrietta Kahn eind jaren 1980.
Begin jaren 1990 verliet Starr de weg en verhuisde ze naar Las Vegas, waar ze speelde in casino's/hotels aan de Las Vegas Strip als The Riviera, The Stardust en plaatselijke clubs. Tijdens deze periode trad de Ruby Starr Band ook op als openingsact voor Kansas, The Fabulous Thunderbirds en April Wine. Kort nadat ze was gekozen om op te treden in de Country Legends-show in het Aladdin Hotel in Las Vegas, kreeg ze te horen dat ze kanker had.

## Overlijden
Na de diagnose van longkanker en een hersentumor, ging Starr terug naar haar familie in Toledo, waar ze overleed in januari 1995 op 45-jarige leeftijd. Na haar dood werden diverse gearchiveerde publicaties van Starr uitgebracht, zoals de live Black Oak Arkansas-opname Live On The King Biscuit Flower Hour uit 1976 en een herpublicatie van Ruby Jones' debuutalbum, hernoemd als Stone Junkie. De song Ruby van Raging Slab is ter harer nagedachtenis.

## Discografie

### Albums
- 1971: Ruby Jones (onder de bandnaam Ruby Jones) (Curtom Records)
- 1975: Ruby Starr & Grey Ghost (Capitol Records)
- 1976: Scene Stealer (Capitol Records)
- 1977: Smokey Places (Capitol Records)
- 1981: Grey-Star by Grey-Star met Ruby Starr (R&C Emotion Records)
- 1981: Toledo's Best Rock compilatiealbum door WIOT-FM "FM 104" van Toledo OH, met een nummer Hear It On The Radio van Ruby Jones (Pacer Records)
- 1983: Telephone Sex door Grey-Star met Ruby Starr
- 2000: Stone Junkie (Sequel Records) (her-uitgebracht van het album Ruby Jones uit 1971)

### Met Black Oak Arkansas
- 1973: High on the Hog (Atco Records)
- 1974: Street Party (Atco Records)
- 1976: Balls Of Fire (MCA Records)
- 1976: 10 Yr. Overnight Success (MCA Records)
- 1998: Live On The King Biscuit Flower Hour 1976 (King Biscuit Flower Hour/BMG)

- Library of Congress Control Number: n92085480
- MusicBrainz: 6758b925-2974-4bc8-ada2-6fc4cd1fa87b
- Virtual International Authority File: 13968752
- WorldCat: E39PBJpyrThX66MCPvjhdrv8md